# Frankie Edgar
Frank James 'Frankie' Edgar (Toms River, 16 oktober 1981) is een Amerikaans voormalig MMA-vechter. Hij was van april 2010 tot februari 2012 UFC-wereldkampioen in het lichtgewicht (tot 70 kilo).

## Carrière
Edgar is de zoon van een Amerikaanse vader en een Italiaanse moeder. Hij heeft vanuit zijn jeugd een achtergrond in het worstelen. In juli 2005 debuteerde hij in MMA. Hij versloeg die dag Eric Uresk op basis van een technische knock-out (TKO) in de eerste ronde. Edgar won ook zijn volgende vijf partijen, waarop hij een contract bij de UFC tekende. Hiervoor maakte hij in februari 2007 zijn debuut. Hij won die dag op basis van een unanieme jurybeslissing van Tyson Griffin. Edgar boekte uiteindelijk negen overwinningen op rij voor hij in april 2008 tegen zijn eerste nederlaag aanliep, tegen Gray Maynard (unanieme jurybeslissing) .

### Kampioen lichtgewicht
Na zijn eerste nederlaag herpakte Edgar zich met overwinningen op Hermes França, voormalig UFC-wereldkampioen lichtgewicht Sean Sherk (beide middels unanieme jurybeslissing) en Matt Veach (submissie). Na zes overwinningen in zeven wedstrijden onder de vlag van de UFC mocht hij in april 2010 om de UFC-wereldtitel lichtgewicht vechten, tegen regerend kampioen B.J. Penn. De twee maakten de volledige vijf ronden van vijf minuten vol, waarna de jury Edgar unaniem aanwees als nieuwe wereldkampioen. Die titel behield hij toen hij Penn vier maanden later in een rematch op dezelfde manier nog eens versloeg. Hierna verdedigde Edgar zijn titel twee keer op rij tegen de op dat moment enige man die hem ooit versloeg, Maynard. Hun tweede gevecht eindigde in januari 2011 in een gelijkspel, maar tijdens een rematch in oktober van dat jaar sloeg Edgar Maynard in de vierde ronde knock-out (KO). Na drie verdedigingen verloor Edgar zijn titel in februari 2012 aan Benson Henderson (unanieme jurybeslissing). Ook een rematch zes maanden later eindigde in diens voordeel, nu op basis van een verdeelde jurybeslissing.

### Vedergewicht
Na zijn dubbele nederlaag tegen Henderson verliet Edgar de lichtgewichtklasse en daalde hij af naar het vedergewicht (tot 66 kilo). Zijn debuut hierin in februari 2013 was direct een titelgevecht, tegen regerend kampioen José Aldo. Die had al ruim zeven jaar niet meer verloren en deed dat ook tegen Edgar niet. Na vijf ronden wees de jury de Braziliaan unaniem als winnaar aan, waarmee Edgar voor de vierde keer in zijn carrière en voor de derde keer op rij verloor. Er kwam een eind aan deze reeks nederlagen toen hij in juli 2013 Charles Oliveira versloeg (unanieme jurybeslissing), zijn eerste overwinning in het vedergewicht. Hierop volgde Edgars derde overwinning op Penn (TKO), tijdens diens debuut in het vedergewicht. Voorafgaand aan het gevecht coachten de twee allebei een team aspirerende MMA-vechters voor seizoen negentien van het televisieprogramma The Ultimate Fighter. De wedstrijd tussen de twee coaches gold als afsluitende evenement. Edgar bouwde verder aan een reeks overwinningen door daarna achtereenvolgens Cub Swanson (submissie), Urijah Faber (unanieme jurybeslissing) en Chad Mendes (KO) te verslaan. Hij vocht in juli 2016 vervolgens voor een interim-titel in het vedergewicht tegen de inmiddels als kampioen onttroonde Aldo. Edgar verloor ook hun tweede ontmoeting middels unanieme jurybeslissing. Edgar vocht op 12 november 2016 vervolgens tegen Jeremy Stephens. Hij won dit gevecht op basis van een unanieme jurybeslissing. Daarna versloeg hij in mei 2017 ook Yair Rodriguez, die na twee ronden niet verder mocht van de ringdokter. Edgar ging op 3 maart 2018 voor het eerst in zijn profcarrière knock-out. Brian Ortega was die dag ook de eerste die hem versloeg op basis van iets anders dan een jurybeslissing. Een elleboogstoot en twee uppercuts vlak voor het einde van de eerste ronde betekenden het einde van de partij voor Edgar.
Edgar won in april 2018 opnieuw van Swanson. De UFC gunde hem daarop een titelgevecht tegen kampioen vedergewicht Max Holloway. Dit vond plaats in juli 2019. Het gevecht duurde de volle 25 minuten, waarna de jury Holloway unaniem als winnaar aanwees. Edgar verloor in december 2019 vervolgens van Chan Sung Jung. Hij ging tegen de Zuid-Koreaan na ruim drie minuten in de eerste ronde van hun gevecht voor de tweede keer naar de grond en verdedigde zich daarna onvoldoende om te voorkomen dat de arbitrage een TKO uitriep. 